# Giorgio Monaco (detto Amartolo)
Giorgio Monaco (detto Amartolo) (in greco Γεώργιος Μοναχός Γ. Αμαρτωλός?, ovvero "Giorgio Monaco, il peccatore"; in latino Georgius Monachus Hamartolus; in russo Георгий Амартол?; IX secolo – IX secolo) è stato un monaco cristiano e storico bizantino.

## Biografia

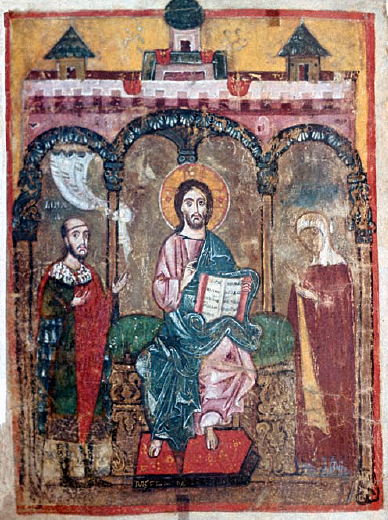
Cristo in trono, con Michail di Tver' alla destra e sua madre Xenia alla sinistra, dal manoscritto di Giorgio Monaco, inizio del XIV secolo (Biblioteca nazionale russa).

Visse a Costantinopoli, forse nel monastero di Studion (o Stoudios). Autore di una Cronaca universale, dalla Creazione di Adamo fino al tempo della morte dell'imperatore bizantino Teofilo e all'ascesa di suo figlio Michele III (842-843 d.C.). Negli anni tra l'813 e l'842 d.C. Giorgio Amartolo è l'unico a darci informazioni sulle questioni riguardo all'iconoclastia – che detestava poiché era partigiano dell'iconofilia – e sullo sviluppo e diffusione dell'Islam. 
La Cronaca di Giorgio Amartolo si diffuse prima nel mondo greco-bizantino, poi anche presso i popoli slavi. Il testo, attraverso le diverse redazioni, ha subito varianti che ne hanno resa difficile una completa ricostruzione. Della Cronaca di Giorgio Monaco possediamo diverse redazioni, ma tutte alterate rispetto al testo primitivo. In alcuni manoscritti la Cronaca arriva fino al 948, in altri prosegue fino all'anno 1142.

### LaCronaca
L'opera, di facile lettura, carica di riflessioni spirituali e teologiche, difetta di una ordinata narrazione degli eventi. Dopo un'ampia prefazione, in cui l'autore descrive i criteri della sua esposizione, la Cronaca è divisa in quattro libri: il primo comprende la storia dell'uomo, dalla Genesi fino alle conquiste di Alessandro il Grande; il secondo è una sintesi dell'Antico Testamento, con ampie digressioni sulla filosofia greca; il terzo riguarda la storia di Roma antica, da Gaio Giulio Cesare a Costantino I e il quarto la storia dell'impero bizantino, fino all'anno 842. La parte più interessante è l'ultima: il periodo degli imperatori Leone V, Michele II e Teofilo. Brunetto Latini cita Giorgio Monaco nel libro primo del suo Tesoro, a proposito dell'età dell'uomo che Amartolo indica in 5500 anni. In Europa occidentale la Cronaca di Giorgio Monaco è stata stampata nella traduzione in latino di Jacques Paul Migne, del 1863. Il testo greco è stato pubblicato a cura del bibliotecario svizzero Eduard de Muralt (1808–1895).

### Il volto di Cristo
Giorgio Monaco nella sua Cronaca riporta che San Germano I, patriarca di Costantinopoli (m. 733), esiliato dall’imperatore Leone III Isaurico (717-741) per la sua opposizione troppo ferma all’iconoclastia, portò nell’esilio una reliquia che rappresentava il volto di Cristo. La inviò a papa Gregorio II (715-731) che era stato precedentemente a Costantinopoli, con incarichi diplomatici. Questa icona coincide probabilmente con quella del Salvatore alla Scala Santa, al Laterano - considerata acheropita, cioè autentico ritratto di Cristo - che solo il papa, in particolari liturgie, poteva vedere e venerare: da qui il nome di Sancta Sanctorum che designò la cappella papale al Laterano.

### Da Costantinopoli a Kiev
In Russia la vita spirituale, quindi la cultura, erano dominate dai monaci. Attraverso traduzioni in lingua slava ecclesiastica antica, arrivò in Russia un patrimonio letterario bizantino: vite di santi, la Cronografia di Giovanni Malala, la Cronaca di Giorgio Monaco, manuali bizantini di giurisprudenza, ma anche libri popolari, tra cui il romanzo Barlaam e Iosafat. Da questo innesto, nacque una letteratura russa indipendente, con centro a Kiev. La Cronaca nestoriana che comprendeva gli anni dall'862 al 1110 e che utilizzava ampiamente l'esperienza cronachistica degli storici bizantini, è stata scritta nel convento rupestre di Kiev e rappresenta l'insorgere di una coscienza storica nazionale russa. L'uso della lingua paleoslava scritta che, insieme al greco, era diffusa alla corte dei principi di Kiev già nel X secolo, è alla base dell'insorgere della lingua russa scritta.

### Il manoscritto
Le due immagini sono tratte da un manoscritto, conservato alla Biblioteca nazionale russa di San Pietroburgo, databile fra il 1304 e il 1318, anni in cui fu al potere il granduca Michail Jaroslavič di Tver', figlio di Ksenija, che è venerato come santo dalla Chiesa ortodossa russa che lo ha nominato nel 1549 patrono di Tver'.